# Ercheia fusifera
Ercheia fusifera är en fjärilsart som beskrevs av Walker 1858. Ercheia fusifera ingår i släktet Ercheia och familjen nattflyn. Inga underarter finns listade i Catalogue of Life.